# Tour der neuseeländischen Rugby-Union-Nationalmannschaft nach Australien 1984
| Tour der All Blacks nach Australien 1984 | Tour der All Blacks nach Australien 1984 | Tour der All Blacks nach Australien 1984 | Tour der All Blacks nach Australien 1984 | Tour der All Blacks nach Australien 1984 |
| Übersicht                                | S                                        | G                                        | U                                        | N                                        |
| ---------------------------------------- | ---------------------------------------- | ---------------------------------------- | ---------------------------------------- | ---------------------------------------- |
| Test Matches                             | 03                                       | 02                                       | 0                                        | 1                                        |
| Sonstige Spiele                          | 11                                       | 11                                       | 0                                        | 0                                        |
| Gesamt                                   | 14                                       | 13                                       | 0                                        | 1                                        |
|                                          |                                          |                                          |                                          |                                          |
| Australien                               | 03                                       | 02                                       | 0                                        | 1                                        |

Die Tour der neuseeländischen Rugby-Union-Nationalmannschaft nach Australien 1984 umfasste eine Reihe von Freundschaftsspielen der All Blacks, der Nationalmannschaft Neuseelands in der Sportart Rugby Union. Das Team reiste im Juli und August 1984 durch Australien, wobei es 14 Spiele bestritt. Dazu gehörten drei Test Matches gegen die Wallabies. Die Neuseeländer entschieden 13 Spiele für sich und verteidigten mit zwei knappen Siegen in den Test Matches den Bledisloe Cup.

## Spielplan
- Hintergrundfarbe grün = Sieg
- Hintergrundfarbe rot = Niederlage

(Test Matches sind grau unterlegt; Ergebnisse aus der Sicht Neuseelands)
| #  | Datum           | Gegner                       | Ort        | Stadion               | Ergebnis |
| -- | --------------- | ---------------------------- | ---------- | --------------------- | -------- |
| 01 | 04. Juli 1984   | Queensland B                 | Brisbane   | Ballymore Stadium     | 37:0     |
| 02 | 07. Juli 1984   | New South Wales Waratahs     | Sydney     | Concord Oval          | 37:10    |
| 03 | 11. Juli 1984   | South Australia              | Adelaide   | Hindmarsh Stadium     | 99:0     |
| 04 | 15. Juli 1984   | Western Australia            | Perth      | Parry Lakes Stadium   | 72:0     |
| 05 | 17. Juli 1984   | Victorian Rugby Union        | Melbourne  | Olympic Park Stadium  | 65:3     |
| 06 | 21. Juli 1984   | Australien                   | Sydney     | Sydney Cricket Ground | 9:16     |
| 07 | 25. Juli 1984   | Australian Capital Territory | Canberra   | Rugby Park            | 40:16    |
| 08 | 28. Juli 1984   | Sydney Rugby Union           | Sydney     | Concord Oval          | 28:3     |
| 09 | 31. Juli 1984   | New South Wales Country      | Tamworth   | No. 1 Oval            | 21:3     |
| 10 | 04. August 1984 | Australien                   | Brisbane   | Ballymore Stadium     | 19:15    |
| 11 | 08. August 1984 | Queensland Country           | Gold Coast | Carrara Stadium       | 88:0     |
| 12 | 12. August 1984 | Queensland Reds              | Brisbane   | Ballymore Stadium     | 39:12    |
| 13 | 14. August 1984 | New South Wales B            | Gosford    | Grahame Park          | 21:15    |
| 14 | 18. August 1984 | Australien                   | Sydney     | Sydney Cricket Ground | 25:24    |

## Test Matches
| 21. Juli 1984 | Australien                                                                  | 16 : 9        | Neuseeland                                | Sydney Cricket Ground, Sydney Zuschauer: 40.797 Schiedsrichter: Roger Quittenton (England) |
| 21. Juli 1984 | Versuche: Moon Reynolds Erhöhungen: Ella Straftritte: Ella Dropgoals: Gould | (9:6) Bericht | Straftritte: Hewson (2) Dropgoals: Hewson | Sydney Cricket Ground, Sydney Zuschauer: 40.797 Schiedsrichter: Roger Quittenton (England) |

Aufstellungen:
- Australien: David Campese, Phillip Cox, Steve Cutler, Mark Ella, Roger Gould, Mike Hawker, Thomas Lawton, Andy McIntyre, Brendan Moon, Simon Poidevin, Ross Reynolds, Christopher Roche, Enrique Rodríguez, Andrew Slack , Steve Williams
- Neuseeland: Albert Anderson, John Ashworth, Andy Dalton , Andy Donald, Bernie Fraser, Craig Green, Allan Hewson, Jock Hobbs, Gary Knight, Murray Mexted, Mark Shaw, Bruce Smith, Wayne Smith, Warwick Taylor, Gary Whetton 
 Auswechselspieler: Robbie Deans, Alan Whetton

| 4. August 1984 | Australien                                                    | 15 : 19        | Neuseeland                              | Ballymore Stadium, Brisbane Zuschauer: 20.100 Schiedsrichter: Roger Quittenton (England) |
| 4. August 1984 | Versuche: Ella Erhöhungen: Ella Straftritte: Campese Ella (2) | (12:6) Bericht | Versuche: Pokere Straftritte: Deans (5) | Ballymore Stadium, Brisbane Zuschauer: 20.100 Schiedsrichter: Roger Quittenton (England) |

Aufstellungen:
- Australien: David Campese, Steve Cutler, Phillip Cox, Mark Ella, Roger Gould, Mike Hawker, Thomas Lawton, Andy McIntyre, Brendan Moon, Simon Poidevin, Ross Reynolds, Chris Roche, Enrique Rodríguez, Andrew Slack , Steve Williams
- Neuseeland: Albert Anderson, John Ashworth, Mike Clamp, Andy Dalton , Robbie Deans, Andy Donald, Craig Green, Jock Hobbs, Gary Knight, Murray Mexted, Steve Pokere, Frank Shelford, Wayne Smith, Warwick Taylor, Gary Whetton

| 18. August 1984 | Australien                                                       | 24 : 25         | Neuseeland                                                     | Schiedsrichter: David Burnett (Irland) |
| 18. August 1984 | Versuche: Campese Erhöhungen: Ella Straftritte: Campese Ella (5) | (15:19) Bericht | Versuche: Clamp Stone Erhöhungen: Deans Straftritte: Deans (5) | Schiedsrichter: David Burnett (Irland) |

Aufstellungen:
- Australien: David Campese, Phillip Cox, Steve Cutler, Mark Ella, Roger Gould, Mike Hawker, Thomas Lawton, Andy McIntyre, Brendan Moon, Simon Poidevin, Ross Reynolds,  Chris Roche, Enrique Rodríguez, Andrew Slack , Steve Williams
- Neuseeland: Albert Anderson, John Ashworth, Mike Clamp, Andy Dalton , Robbie Deans, Andy Donald, Craig Green, Jock Hobbs, Gary Knight, Murray Mexted, Steve Pokere, Frank Shelford, Wayne Smith, Arthur Stone, Gary Whetton 
 Auswechselspieler: Alan Whetton